# Bosgeelster
De bosgeelster (Gagea lutea) is een overblijvende plant die behoort tot de leliefamilie (Liliaceae). Het is een plant van vochtige, voedselrijke grond in loofbossen en in grasland. De soort komt van nature voor in Europa en Oost-Azië, in België en Nederland is ze zeldzaam tot zeer zeldzaam.

## Naamgeving
De soort werd in 1753 onder de naam Ornithogalum luteum door Carl Linnaeus opgenomen in de eerste editie van Species plantarum. Linnaeus verwees voor een uitgebreide synonymie van de soort naar "Ornithogalum luteum" in de Pinax van Caspar Bauhin, en verder naar zijn eigen eerdere behandeling van de soort in Hortus Cliffortianus (een bondige beschrijving in één zin, en verder verwijzingen naar publicaties door andere auteurs). Tot slot gaf Linnaeus een verwijzing naar een afbeelding door Paul Reneaulme. Nadat het geslacht Gagea in 1806 was voorgesteld door Richard Anthony Salisbury, werd de soort daar in 1809 door John Bellenden Ker Gawler als Gagea lutea in geplaatst.

## Kenmerken
De plant wordt 10-30 cm hoog en vormt één ronde, toegespitste bol. Het geelgroene, grondstandige blad is 5-10 mm breed. Soms zit er een broedbolletje in de oksel van het blad.
De bosgeelster bloeit van maart tot mei met gele, 1,5-2,5 cm grote bloemen. De twee schutbladen van de bloeiwijze zijn lancetvormig. De bloeiwijze is een scherm met twee tot zeven bloemen. De kroonbladen zijn langwerpig met een stompe punt. Na de bloei rollen ze terug en verkleuren dofgroen.
De vrucht is een doosvrucht. Het zaad heeft een mierenbroodje en wordt daarom door mieren verspreid.
De soort is hexaploïd: het chromosoomaantal is 2n = 6×12 = 72.

## Plantengemeenschap
De bosgeelster is een kensoort voor het verbond van els en gewone vogelkers (Alno-padion).